# 富蘭克林縣 (佛蒙特州)
富蘭克林縣（英語：Franklin County）是美国佛蒙特州西北部的一個縣，北鄰加拿大魁北克省，面積1,792平方公里。根據2020年美國人口普查，共有人口49,946人。縣治圣奥尔本斯。該縣成立於1796年，縣名紀念美國開國元勳本傑明·富蘭克林。